# TANABATA2057
TANABATA 2057は、五藤光学研究所が製作したプラネタリウム番組。1996年5月頃から9月頃にかけて、各地のプラネタリウムで上映された。

## プラネタリウム番組としての性格
プラネタリウム番組は、星空の紹介に主眼を置いた学習的な作品であるものが多いが、本作は星空を背景として展開される物語に主眼を置いた娯楽的な作品であり、またそのような作品の先駆けである。近年のプラネタリウムが備える映像と音響の表現力を物語の場面展開に活用し、主演に若手の有名俳優を起用しており、プラネタリウムの新たな可能性を模索する試みであった。
未来都市の描写の一部には、アストロビジョンが用いられている。

## あらすじ
夜空から星々が失われた近未来都市「THE CITY」に暮らす、不治の病に冒された盲目の少女ナナ(菅野美穂)と、コンピュータの天才である不良少年ユウ(河相我聞)。人々は年に一度、七夕の夜にだけ星を見ることができた…。